# Гелена Булая
Гелена Булая (вимовляється [buˈlaja]</link> ; народився 6 грудня 1971) — хорватський мультимедійний художник, кінорежисер, сценарист, дизайнер і кінопродюсер.

## Біографія
Хелена Булая народилася в Спліті, Хорватія. Здобула освіту з історії мистецтва та порівняльного літературознавства на факультеті філософії в Загребі . Вона живе в Загребі.

## Кар'єра
Bulaja активно працює в цифровому мистецтві, дизайні, мистецтві та кіно з 1994 року. На початку своєї кар’єри вона працювала арт-директором, дизайнером та ілюстратором для кількох хорватських комп’ютерних журналів ( Computerworld Croatia, Net, Vidi ), а в 1995 році почала кар’єру цифрового художника. У 1990-х її інтерактивні мистецькі проекти, здебільшого пов’язані з метафорами, телеприсутністю та зв’язком реального світу з кіберпростором, були представлені в таких журналах, як Hotwired, і представлені на фестивалі мистецтв і технологій Ars Electronica Net Art Selection у Лінці, Австрія в 1997 р. 
У 2000 році Булая розпочав адаптацію казок з книги "Priče iz davnine" Іванки Брліч-Мажуранич, хорватської письменниці для дітей, у форматі мультиплікації та інтерактивних медіа, спираючись на слов’янську міфологію. Він був ініціатором, головним редактором, керівником, режисером та дизайнером проекту. Адаптація була представлена на понад 30 міжнародних конференціях і фестивалях, присвячених інтерактивним медіа, анімації та кіно, і отримала кілька нагород, зокрема в категорії "історія" на фестивалі FlashForward у 2002 році в Сан-Франциско, нагороду за найкраще мультимедіа на Lucca Comics and Games у 2004 році, а також на Міжнародному сімейному кінофестивалі в Голлівуді у 2007 році та нагороду міста Загреб. Інтерактивний анімаційний проект "Croatian Tales of Long Ago" досліджував взаємозв’язок між цифровими медіа та класичною літературою, створюючись вісьмома незалежними командами авторів з різних країн, зокрема Австралії, Німеччини, Франції, США, Канади, Англії та Шотландії, роботи яких координувалися в Інтернеті. У проекті брали участь Натан Юревичіус, Крістіан Бігай, Алістер Кедді, Лоуренс Аркадіас, Еллен МакОслан, Мірек і Пауліна Нізенбаум, Сабіна Хан, Едгар Білз, Катрін Роте, Бренда Хатчінсон, Леон Лучев, Сабіна Хан і Ерік Адігард. Кожна з восьми команд адаптувала одну з казок з оригінальної книги Брліч з повною художньою та творчою свободою.
З 2006 року Булая з міжнародною командою авторів розробляє експериментальний інтерактивний документальний фільм «Механічні фігури» . На створення проекту надихнув сербсько-американський вчений і винахідник Нікола Тесла . Фільм буде випущено в різних носіях: як лінійний театральний та телевізійний документальний фільм, серія короткометражних фільмів, а також інтерактивний фільм для Інтернету та мобільних пристроїв, таких як iPhone та iPad . У фільмі розповіді та думки про Теслу та творчість розповідають деякі з найбільш інтригуючих і надихаючих митців, мислителів, письменників і вчених, як-от режисер Террі Гілліам, музикант і художник Лорі Андерсон, художниця перформансу Марина Абрамович, письменник Крістофер Пріст., теоретик нових медіа Дуглас Рашкофф, актор Енді Серкіс і президент Кіотського університету Хіроші Мацумото . Проект також ставить під сумнів кіно як форму мистецтва в часи технологічного розвитку та нових медіа, і він веде глядача через процес створення, стежачи за спадщиною Тесли по всьому світу від Загреба до Лондона, Парижа, Будапешта та Нью-Йорка., до Токіо та Нової Зеландії. Проект отримав MEDIA-підтримку розвитку як перший документальний проект Хорватії. </link>
Булая також розробляє анімаційний проект для телебачення та інтерактивних медіа, The Cat Time Stories, який також отримав підтримку розробки MEDIA як перший хорватський анімаційний проект, заснований на новелах про котів і людей, написаних хорватською письменницею Надою Горват. Проект був відібраний і представлений на Cartoon Forum у вересні 2010 року в Шопроні, Угорщина. 

## Зовнішні посилання
- Персональний сайт
- Helena Bulaja Madunić TEDx Talk about Nikola Tesla
- Інноваційний центр Teslopolis
- Нікола Тесла - Розум з майбутнього Виставка Хелени Булаї Мадуніч
- Цифровий каталог виставки «Розум Миколи Тесла з майбутнього»
- Механічні фігури, натхненні Теслою – творчий документальний та крос-медійний проект Гелени Булаї Мадуніч
- Хорватські оповідання про давні часи - збірка хорватських анімаційних фільмів, яка отримала найбільше нагород
- NIkola Tesla-Mind form the Future" інтерв'ю Хелени Булаї Мадуніч. [Архівовано 6 лютого 2023 у Wayback Machine.]  </link>
- Заснування інноваційного центру Niagara Tesla відзначено Хорватією. [Архівовано 24 березня 2023 у Wayback Machine.]  </link>
- Інтерв'ю з Геленою Булаєю: Тесла мав Інтернет у голові! , на www.body-pixel.com